# ピジョンズミルク
ピジョンズミルク（Pigeon's Milk）は、日本の歌手。
2009年解散。以後、モモ（MOMO）名義で活動。

## メンバー
- モモ（vo.）

### 元メンバー
- 三上宗一郎 (G)
- 佐々木秀一 (G)

## 概要
- 1996年、バンド結成。
- 2001年、上京。ヤマハよりインターネット配信デビューを果たす。
- 2003年、徳間ジャパンよりメジャーデビュー。
- 2004年までにメンバー二人が脱退。3rdシングル以降、ソロプロジェクトとして活動している。
- 2005年、「LIVE.NET RADIO」にてインターネットラジオ「Pigeon's Milkのももいろラジオ（略してももラジ）」を放送開始。
2006年1月より60分から30分枠に変更。ボーカルの工藤ももと古くから交流のあるSTRiPESのNORIYASU（吉崎紀康）をアシスタントに加える。2007年1月8日に放送100回を迎えた。2008年4月からは放送日が隔週となり、放送形態もそれまでの生放送から収録という形に変わった。放送形態が変わったのに併せ、2008年5月から、番組が流れている時間限定でボーカルの工藤ももとチャットを行うことが可能になった。
- 2006年10月26日、ニンテンドーDS用ソフト『監修 日本常識力検定協会 いまさら人には聞けない 大人の常識力トレーニングDS』のスタッフロールで流れる歌を担当。
- 2008年ミニアルバム『ノスタルジー』リリース。
- 2009年アーティスト名を「MOMO」として、ミニアルバム『ANIMALIA（アニマリア）』をリリース。楽曲は、地元青森県のみならず、愛知県のCBCラジオでもよく流れている。
- 工藤もも、Pigeon's Milk時代のレコーディングドラマー長堀晶と結婚。
- 2012年、故郷・青森県三沢市へ活動拠点を移す。
- 2013年、10周年記念として念願だった故郷・三沢市公会堂でのワンマンライブを開催。元メンバー三上・佐々木による一夜限りの再結成。
- 2019年、音楽活動と並行して、地元で三代続く居酒屋の店主として「Momo's Izakaya 福-Huku-」をオープン。
- 2024年
  - 3月30日、デビュー20周年を記念したホールコンサート「MUSIC DINNER」を三沢市公会堂小ホールで開催した。坂本サトルが主宰するOFFICE mode key が公演プロデュースを担い、坂本サトルバンドがサポートを務めた。公演には元メンバーの三上宗一郎や、ライスボールがゲスト出演した。
  - 11月28日　MORDKEY RECORDS移籍第一弾シングルEP『MUSIC DINNER』リリース。
  - 12月14日　モモお弁当LIVE「MUSIC DINNER お弁当Ver」三沢編　@Momo's Izakaya 福
  - 12月15日　モモお弁当LIVE「MUSIC DINNER お弁当Ver」弘前編 @ドデノメヘヤッコ
- 2025年
  - 2月1日　モモ LIVE 2025 winter「MUSIC DINNER」青森公演@青森クォーター
  - 3月3日　自身初となるファンクラブ「モモ食堂」開設。

## 発売曲
| 発売日         | タイトル                 | 名義          | 発売単位               | 発売元/販売元/レーベル                        | プロデューサー                                     | 備考 |
| -------------- | ------------------------ | ------------- | ---------------------- | --------------------------------------------- | -------------------------------------------------- | --- |
| 2002年1月23日  | あの日の空               | Pigeon's Milk | Indies 1st Mini Album  | - 発売元：MusicFront - 販売元：ネオプレックス | HIRO NAKAYAMA                                      | - 『あの日の空』 - 青森・鰺ヶ沢スキー場＆プリンスホテル 2002シーズン CMソング - 『愛の言葉』 - ストリート万博 "渋谷魂" vol.5 テーマソング |
| 不明           | あの日の空／森海         | Pigeon's Milk | 青森限定シングル       | Indies                                        |                                                    | |
| 2002年8月7日   | 虹彩                     | Pigeon's Milk | Indies 2nd Mini Album  | - 発売元：MusicFront - 販売元：ネオプレックス | Eiryu Koh                                          | - 『Frozen time』 - 青森ケーブルテレビ 「わいわいラウンジ」 8/19 - 8/24エンディング - 『ぼくの友達』 - 東武宇都宮百貨店 2002夏 CMソング／FM青森「エキサタ」 8月度エンディング - 『小さな光』 - 鰺ヶ沢プリンスホテル 2002 Season Autumn Song - FM青森「エキサタ」8月度エンディング |
| 不明           | りんご（予告編）         | Pigeon's Milk | プロモーションCD       | Indies                                        |                                                    | インディーズ版「りんご」発売前に、インターネットで限定販売されたプロモーションCD。「りんご」のアコースティックバージョン（フルコーラス）と、「りんご」「名前のない花」バンドバージョンの一部が収録されていた。                                                                    |
| 2002年12月1日  | りんご                   | Pigeon's Milk | Indies 1st Maxi Single | - 発売元：MusicFront - 販売元：Green Energy   |                                                    | - 『りんご』 - ヤマハ主催「りんごコンテスト」課題曲 - BayFM「ミッドナイトパワープレイ」（12/9 - 12/29） - 『名前のない花』 - 鯵ヶ沢プリンスホテル＆スキー場 2003 Season Winter's Song - 青森TV天気予報BGM                                                                         |
| 2003年4月2日   | りんご                   | Pigeon's Milk | 1st Maxi Single        | 徳間ジャパンコミュニケーションズ              | Pigeon's Milk ＆ D.I.E.（hide with Spread Beaver） | - 『りんご』 - 全国AM・FM22局でパワープレイを獲得 - FM青森「エキサタ DreamNavigation」12月度エンディング - 『名前のない花』 - 名古屋CBCラジオ「春のキャンペーンソング」 |
| 2003年11月6日  | 北風                     | Pigeon's Milk | 2nd Maxi Single        | 徳間ジャパンコミュニケーションズ              | 木本靖夫                                           | - 『北風』 - 名古屋CBCラジオ「いっしょに歌お！CBCラジオ 11・12月の歌」 - TBSラジオ「1月の月推し曲」 |
| 2004年7月28日  | Reborn                   | Pigeon's Milk | 3rd Maxi Single        | 徳間ジャパンコミュニケーションズ              |                                                    | - 『Reborn』 - TBS系テレビ「噂の東京マガジン」 エンディングテーマ |
| 2005年1月19日  | キルト                   | Pigeon's Milk | 1st Album              | 徳間ジャパンコミュニケーションズ              |                                                    | - 『ももいろの海』 - TBS系テレビ 「ジャスト」 エンディングテーマ （2005/1/6 - ） - 青森朝日放送 「JAM THE TV」 2005年1月度エンディングテーマ - FM青森 「JAM THE MUSIC」 2005年1月度エンディングテーマ - TOKYO FM 「RADIO MAGAZINE WHAT'S IN」 2005年1月度エンディングテーマ       |
| 2008年6月16日  | ノスタルジー             | Pigeon's Milk | Mini Album             | Indies                                        |                                                    | |
| 2009年6月23日  | ANIMALIA                 | モモ          | Mini Album             | Indies                                        | 木本ヤスオ                                         | |
| 2013年12月22日 | ムゲンノソラ             | モモ          | Single                 | Indies                                        | 佐々木秀一                                         | |
| 2014年6月30日  | Sweet wedding,Sweet home | V.A.          | compilation album      | waxflower records                             |                                                    | アサカワホーム『結婚したらオウチを建てよう』 TVCM映像作品イメージソング集。10アーティスト17曲収録のコンピレーションアルバム。 |
| 2015年12月11日 | Wonderblue world         | モモ          | Best Album             | Indies                                        | 坂本サトル                                         | |
| 2018年09月28日 | つむぎうた ~Love song~   | モモ          | 1st Cover Album        | Indies                                        | 西村健                                             | |
| 2024年11月28日 | MUSIC DINNER             | モモ          | Single                 | MODEKEY RECODS                                | 坂本サトル                                         | M1. MUSIC DINNER（詞 坂本サトル / 曲 多田慎也） M2. スーパーマン（詞曲 モモ） M3. 2月（詞 坂本サトル / 曲 坂本サトル＆モモ） M4. MUSIC DINNER（Instrumental） M5. スーパーマン（Instrumental） M6. 2月（Instrumental）                                                            |

## 未発売曲
1. デザイン
2. 飛べない鳥
3. 白い日々
4. あなたの音色
5. 不眠症
6. カーニバル
7. 断片
8. 食卓
9. 無限の空へ〜ミス・ビードルの翼〜（第5回 アジア冬季競技大会 青森2003 三沢市イメージソング）
10. 春の風
11. rain
12. タイムマシン
13. under the sun
14. in my room
15. time
16. 赤いふうせん（ピジョン株式会社 pigeon.info会員限定ソング）
17. 満ちていく（ピジョン株式会社 pigeon.info会員限定ソング）
18. たったひとつ